# Tarphius zerchei
Tarphius zerchei es una especie de coleóptero de la familia Zopheridae.

## Distribución geográfica
Habita en Madeira (Portugal).